# Mitologia nòrdica

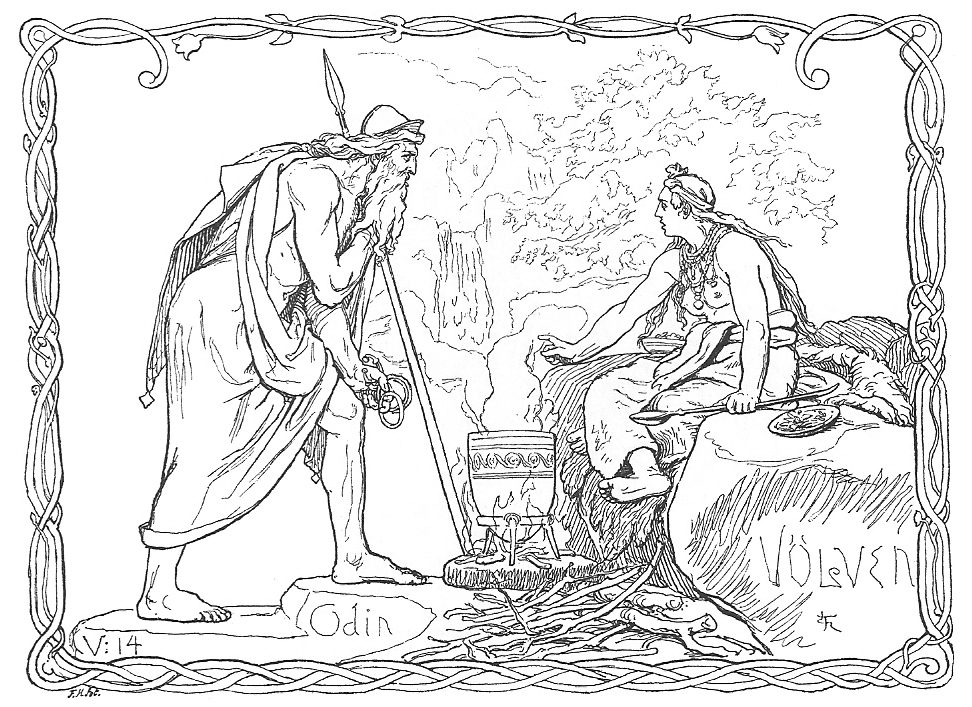
La cançó de la sibil·la (Völuspá) és probablement el text conservat més important de la mitologia nòrdica. En ell la völva, l'endevina-fetillera, revela al déu Odin (representació de la saviesa transcendent) la creació del món, la seva destrucció i la composició del Cosmos intern i extern. Mentre té la visió sol preguntar-li a Odin (i al lector-oient) l'enigmàtica i desafiant frase: "Ja ho saps, o què?"

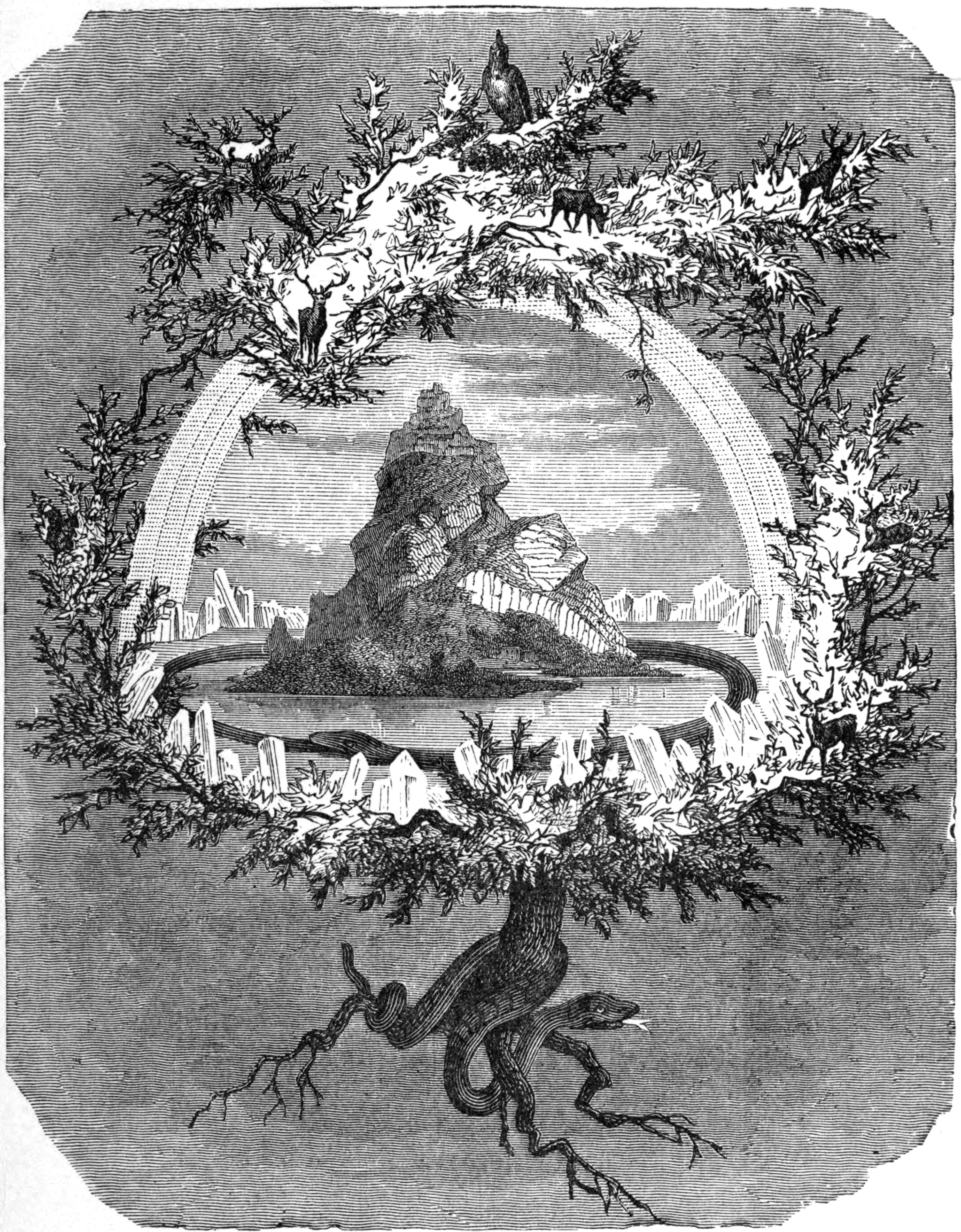
El freixe Yggdrasil és al centre de la mitologia nòrdica, suportant entre les seves branques els nou mons dels déus i els homes. A la Völuspá la sibil·la diu:
Sé d'un freixe que s'alça, Yggdrasil
es diu, arbre alt, banyat de blanca humitat;
d'ell baixa la rosada que cau a les valls,
s'alça en la verda font d'Urd.
Il·lustració de Wilhelm Wägner, 1882, per al llibre Nordisch-germanische Götter und Helde

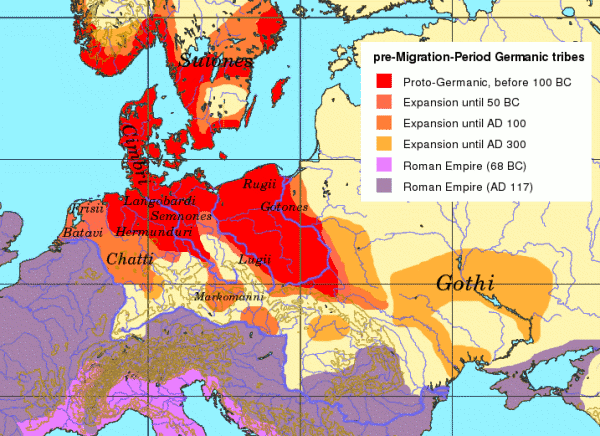
Pobles germànics i la seva expansió a l'antiguitat

La mitologia nòrdica, també dita norrena o escandinava, és el terme general per als mites, la religió, les creences i les llegendes dels pobles escandinaus, incloent-hi aquells que es van assentar a Islàndia. Està estretament relacionada amb la germànica continental i l'anglosaxona, ja que totes elles deriven d'una antiga mitologia germànica que al seu torn prové d'una mitologia indoeuropea més primerenca. De la mitologia nòrdica, però, es conserven més testimonis que de les altres, gràcies especialment a la feina de recopilació feta per Snorri Sturluson al segle xiii. Aquesta recopilació agrupa les històries transmeses per diferents fonts, perquè en no tractar-se d'una religió revelada no existeix un llibre sagrat bàsic com a les religions monoteistes més meridionals.
Així doncs, tot i que les arrels de la mitologia germànica s'estenen molt enrere en el temps, només es coneixen amb detall les versions nòrdiques de finals de l'era vikinga, ja força barrejada amb elements del cristianisme. Destriar-ne els elements originals continua suposant un repte per als estudiosos. La mitologia a l'edat mitjana anava desapareixent com una tradició viva al mateix temps que desapareixien les institucions polítiques que li havien donat suport. Els qui van preservar-la van ser precisament els monjos, que transcrivien les llegendes locals, segurament enduts per afany de proselitisme: volien educar els habitants dels feus que encara conservaven els antics costums adaptant els mites als preceptes cristians que intentaven ensenyar.
Els mites s'havien transmès oralment durant generacions, narrant les històries dels déus i el seu treball en el món, incloent-hi les aventures d'altres éssers divins i fantàstics com els gegants o nans. Els déus actuaven com a representants simbòlics de les experiències i vivències humanes que escoltaven els skalds, els quals tenien una funció litúrgica a més de la d'entretenir el poble, de manera similar als aedes grecs o els bards celtes. Els skalds, com aquests narradors orals, adaptaven els relats als elements locals o a les cultures noves que sorgien a un món postgermànic i cristianitzat.
En no haver-hi textos normatius el material que es conserva avui dia és un nombre de fonts més o menys recuperades a l'atzar i en algunes ocasions juxtaposades. És a partir d'aquestes fonts desiguals que s'ha fet una reconstrucció per part dels investigadors. Jens Peter Schjødt descriu aquesta reconstrucció com una imatge ideal generalitzada de facto. Algunes de les idees i històries mitològiques perviuen en el folklore i alguns elements d'aquest folklore fins i tot han estat capaços de sobreviure fins al final dels temps moderns, essent sobretot idees sobre les figures mitològiques menys importants, com elfs, vættir (esperits de la natura), follets i trols, tergiversades sobre una base mitològica. Sobre aquesta reconstrucció històrica i sobre el folklore que ha perviscut diversos grups estan tractant de restaurar en l'actualitat una religió neopagana germànica basada en la mitologia nòrdica, com a part d'un corrent de neopaganisme internacional modern.
La mitologia nòrdica va aparèixer durant el pas dels segles en un entorn específic, el nord d'Europa, entre la Germània i Escandinàvia, i aquest entorn determinà el caràcter dels seus temes i històries. Els mites nòrdics narren doncs l'eterna lluita de l'home per la supervivència a la natura, amb els seus propis conflictes interns i amb conflictes amb altres homes, a més de les tensions socials pròpies d'una societat canviant a través del temps (i els mites evolucionaren d'acord amb aquests canvis), tot i que es descriuen com esdeveniments dins d'una esfera sobrenatural. Al folklore escandinau, aquestes creences van perdurar molt temps, i en algunes àrees rurals algunes tradicions han estat mantingudes fins avui dia. Altres han estat recentment reviscudes o reinventades com el ja citat neopaganisme germànic. La mitologia nòrdica també ha estat font d'inspiració per a la literatura, la pintura, l'escultura, el cinema o els videojocs.

## Antecedents

Expansió escandinava, segles VIII-XI.

És difícil establir una clara delimitació de les terres originàries de la mitologia escandinava, ja que els pobles del nord tenien fronteres fluides i les diferències culturals podien ser molt grans en un espai relativament petit, especialment després de l'expansió vikinga, que els va portar a entrar en contacte amb altres cultures. Les llengües actuaven com a element aglutinador i es pot considerar que, malgrat les variacions, la mitologia nòrdica constituïa un univers semàntic relativament homogeni, que al seu torn parteix d'una comunitat germànica més gran i, més lluny en el temps, indoeuropea.
La mitologia nòrdica es basa doncs, principalment, en la tradició germànica, com proven els noms dels déus del nord-oest d'Europa, força similars, malgrat tenir a vegades atributs o històries diferents. Va perdurar més que altres descendents del paganisme germànic perquè el cristianisme es va implantar abans a la zona continental i a terres anglosaxones que no pas a Escandinàvia. L'aïllament geogràfic d'Islàndia, que implicava també un cert aïllament cultural de la resta de l'Europa medieval, explica probablement el fet que sigui en aquesta àrea on es van escriure la major part dels mites nòrdics.
A imatges gravades en pedra de l'edat de bronze es poden imaginar les primeres versions dels déus coneguts; exemple d'això és el gran home amb una destral tallat a la roca i que s'identifica amb Thor. Però no es poden interpretar utilitzant, per exemple, les Edda i, per tant, no es pot establir una connexió segura entre l'Edat del Bronze i la mitologia vikinga d'època cristiana. Els paral·lelismes clars entre el carro i el mite de Skinfaxi poden ser interpretats igualment com un antic ressò de l'època vikinga.
De l'edat del ferro han perviscut poques i fragmentàries restes d'idees i mites germànics. D'acord amb elles es pot identificar una continuïtat clara entre la religió indo-germànica del segle i aC amb els nòrdics escandinaus que visqueren al voltant de l'any 1000 dC. S'ha demostrat sobre la base de la iconografia i l'estudi del material arqueològic una continuïtat literària per bé que un disseny diferent des de l'any 500 aC, fins a l'any 1200 dC, en una àrea que inclou Suècia, Noruega, Dinamarca i Anglaterra. L'arqueòloga Lotte Hedeager suggereix que els mites més importants de la mitologia van ser relatats, més o menys sense canvis durant tot el període. Probablement al començament del període eren l'expressió d'una tradició que es va estendre dins d'una esfera aristocràtica escassa que només més tard es va estendre a la població en general, que tindrien costums i mites més arrelats a la terra i les forces primordials, com a mínim a Noruega i Islàndia.
Tanmateix la cultura germànica no era l'única que va afectar els països nòrdics. Els estudis comparatius demostren que la mitologia nòrdica també conté elements de la mitologia celta, la Sami o bé la mitologia ugrofinesa, però bastant menors: la cultura ugrofinesa va tenir pocs intercanvis socioculturals amb la nòrdica fins a l'edat mitjana i res no indica que els cultes de l'os i el salmó o els déus de la caça Sami fossin comuns a la cultura nòrdica.

#### L'Edda prosaica o Edda menor de Snorri Sturluson

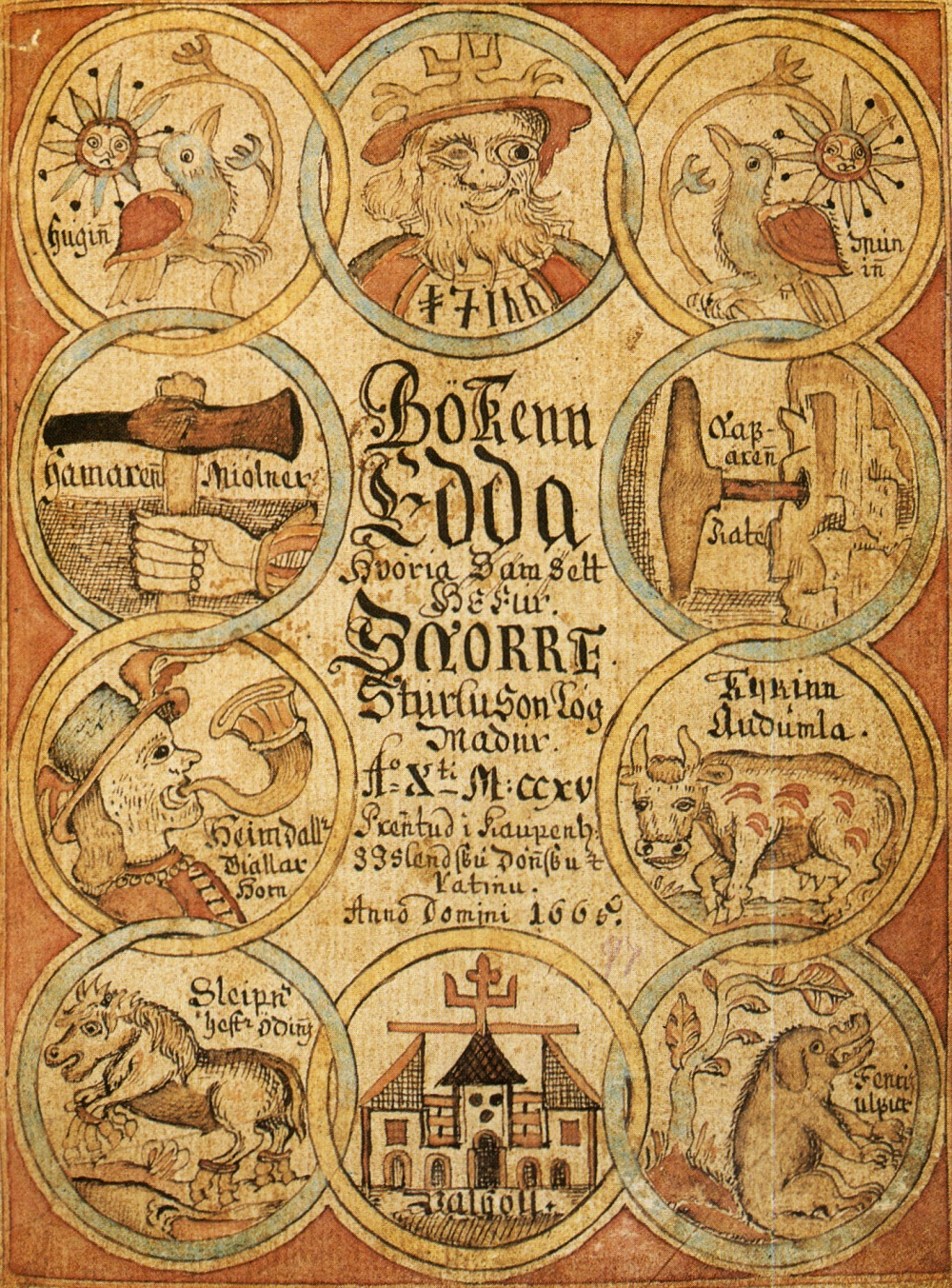
L'Edda de Snorri (l'Edda Menor) està dissenyat com a llibre de text de la mitologia nòrdica per als joves (skald) que a l'època medieval ja desconeixien els mites tradicionals.

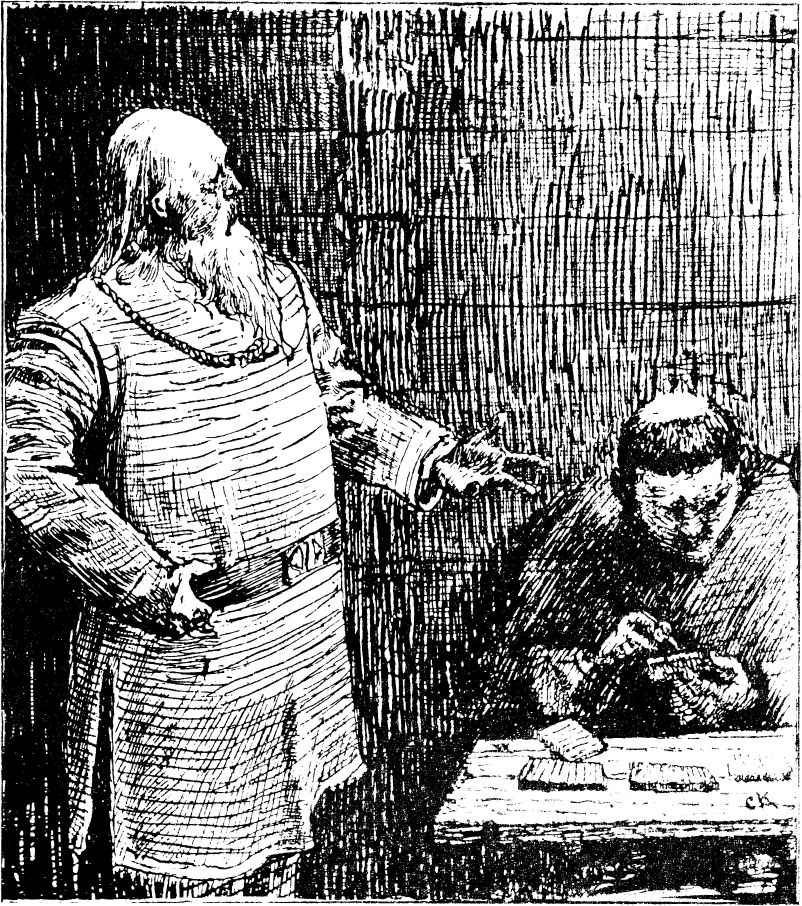
L'aportació de l'islandès Snorri Sturluson ha estat molt valuosa per a la tradició de la mitologia nòrdica. Aquí apareix instruint un jove skald en una il·lustració de C. Krohg (1899) per a l'Heimskringla.

#### Altres fonts escrites

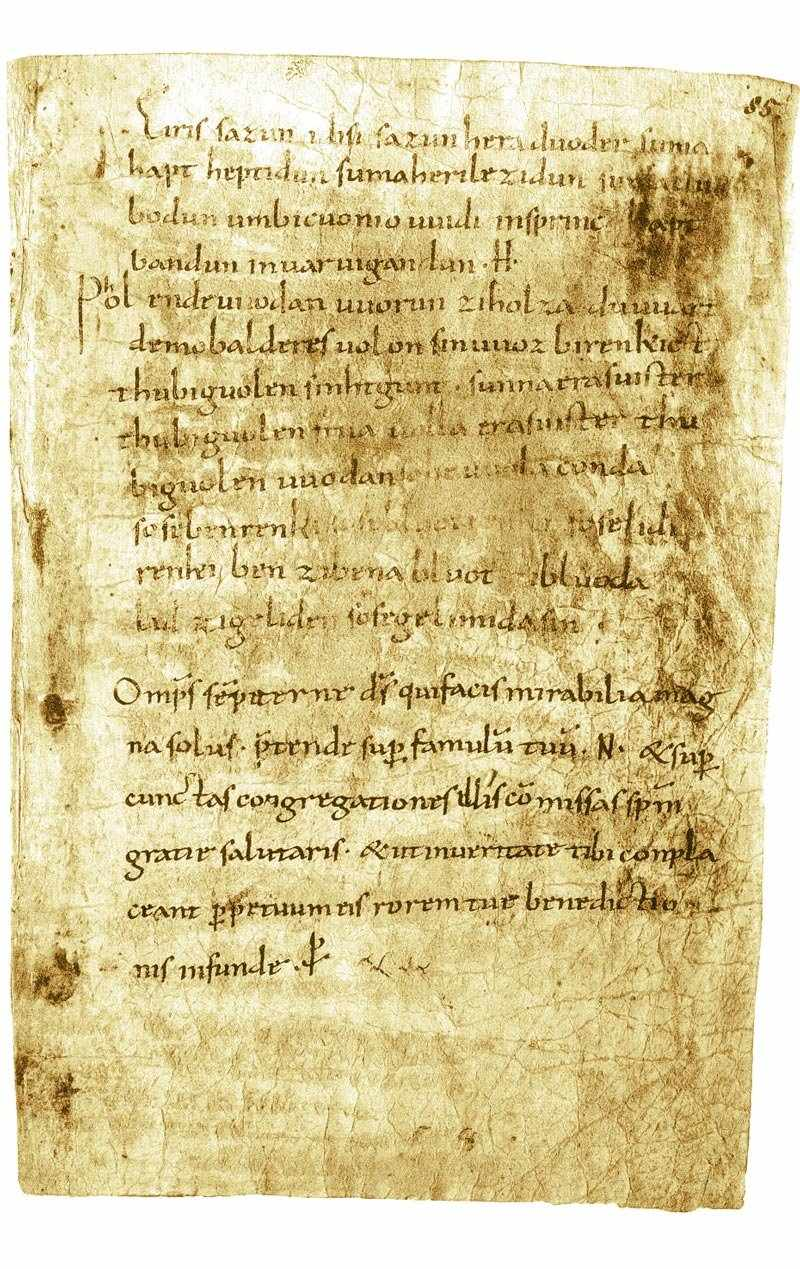
Pàgina manuscrita amb els Encanteris de Merseburg, aproximadament dels segles IX-X.

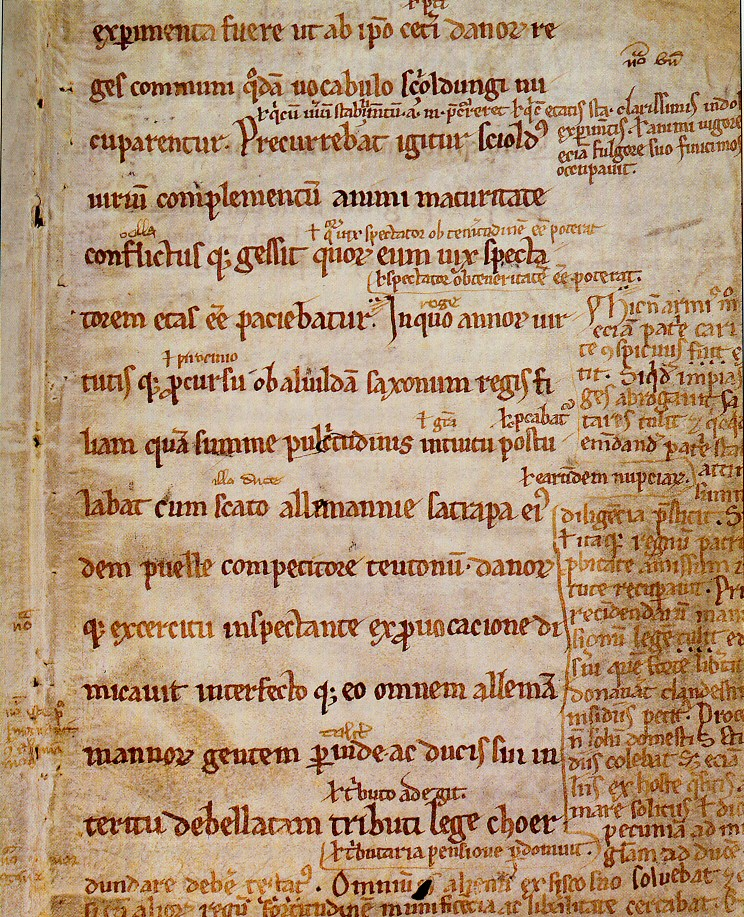
Pàgina original de la Gesta Danorum, de Saxo Grammaticus. Actualment es troba a la Biblioteca Reial de Copenhaguen.

### Fonts arqueològiques

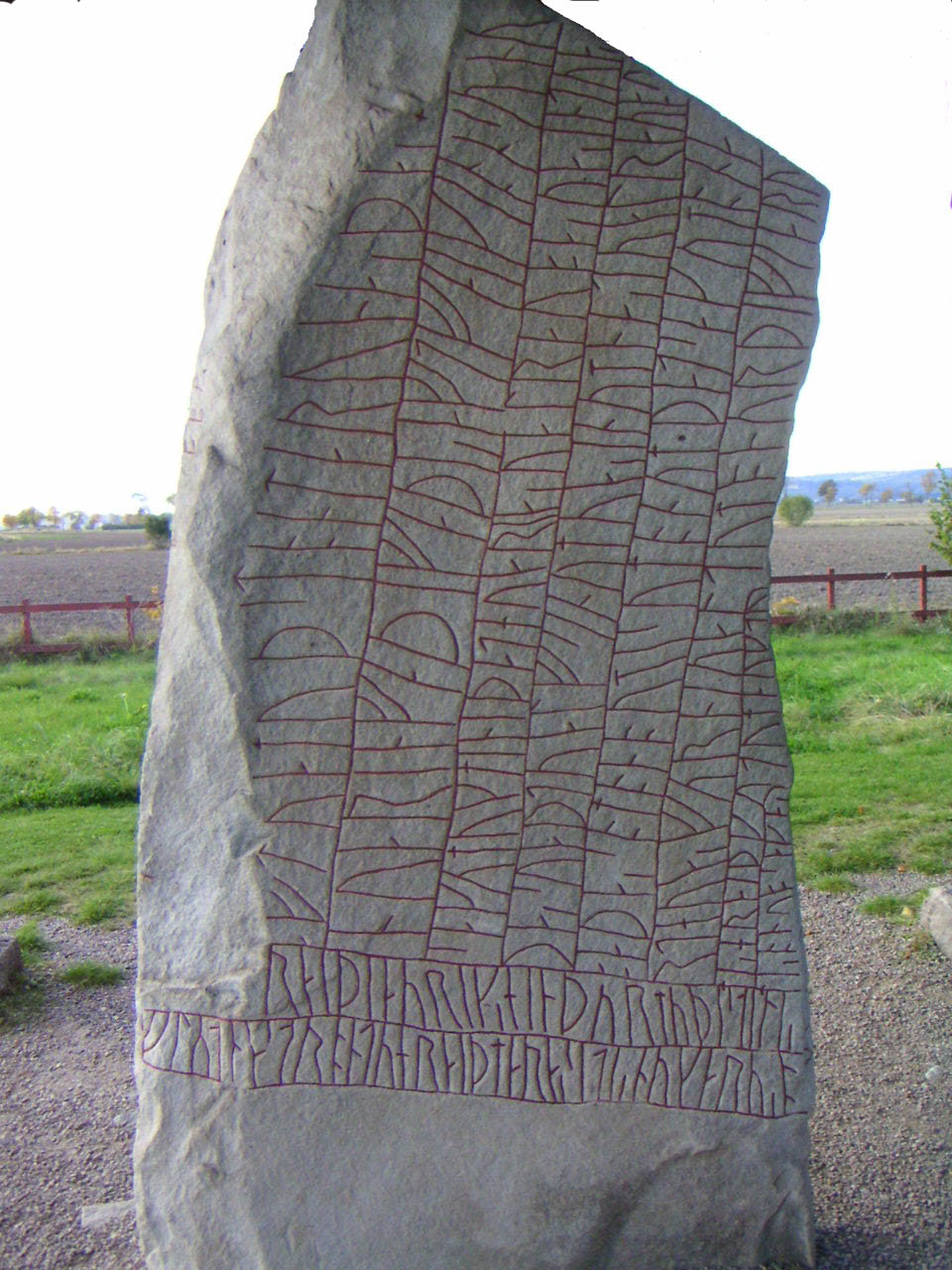
La Pedra Rúnica d'Östergötland conté la inscripció rúnica més llarga coneguda fins avui dia. El text és mitològic, però el seu significat és incert. Potser és l'expressió d'una tradició mitològica nòrdica que ha deixat empremtes en altres fonts escrites.

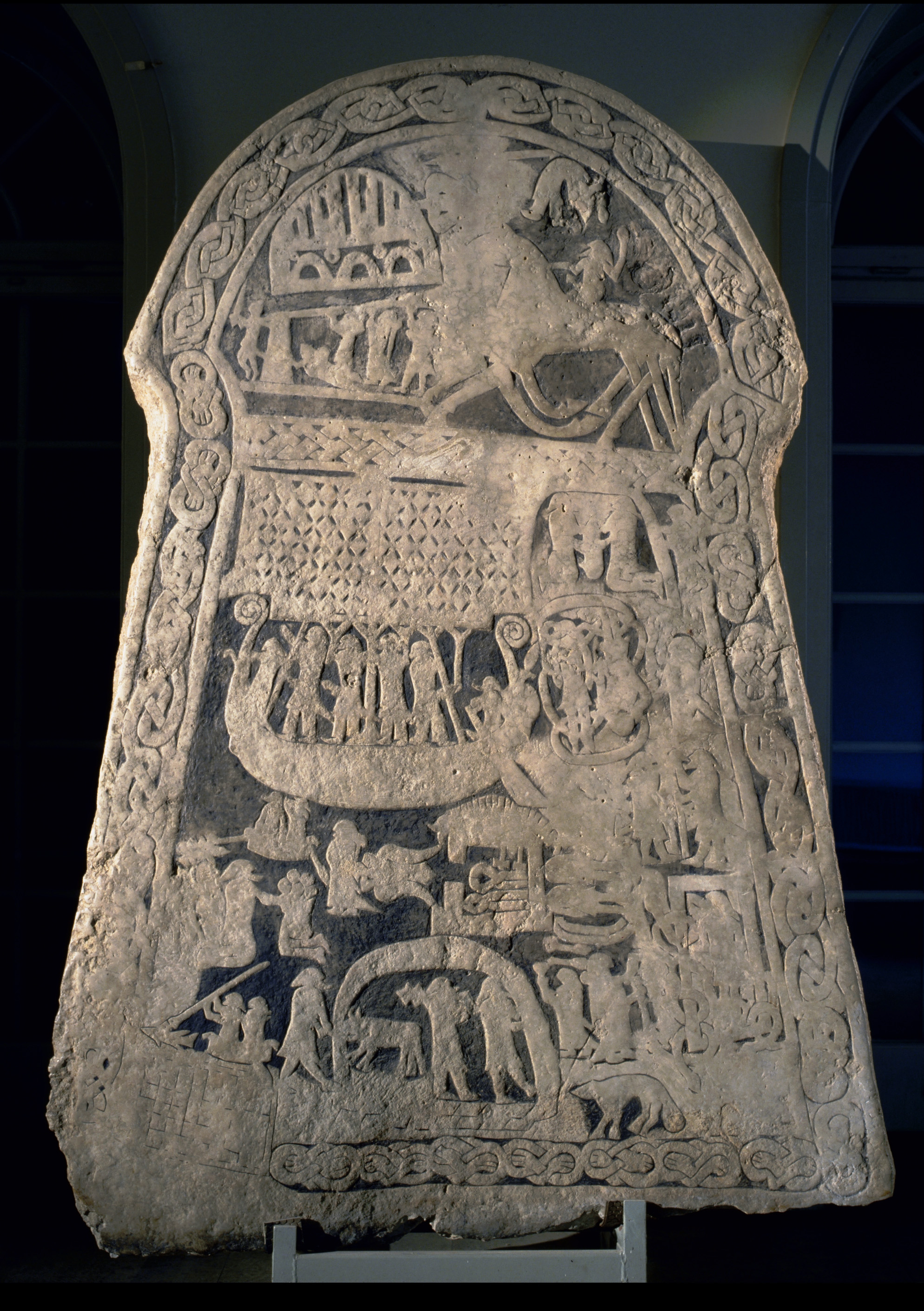
Pedra rúnica amb un disseny de la saga del ferrer mític Völundr, a Gotland, aproximadament del 700-800 d.C.

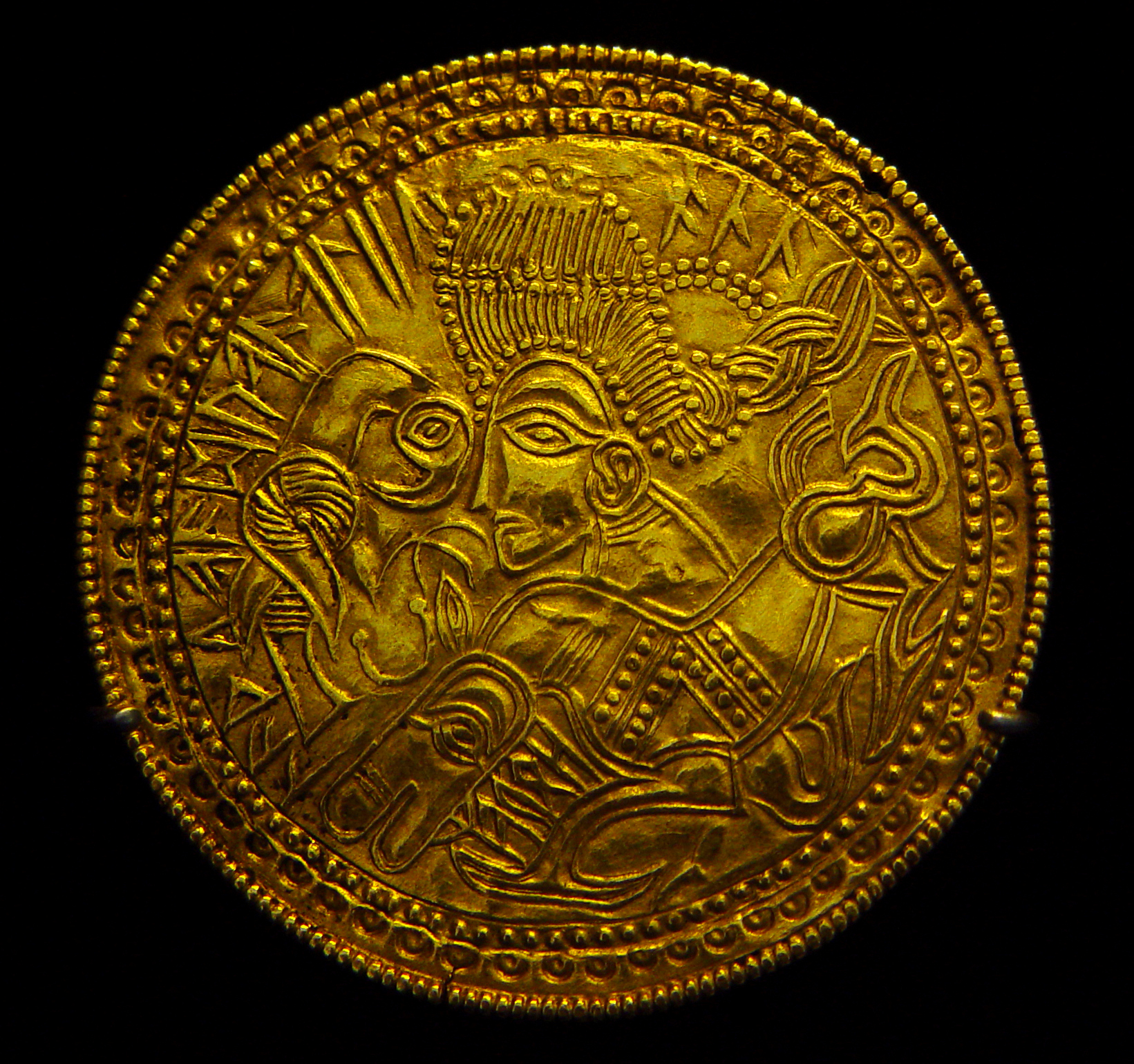
Odin. Bracteat, Fiònia, del període de la migració. Porta la inscripció rúnica d'Alt, que en els textos més joves de l'època dels vikings va ser un dels noms d'Odin.

## Reconstrucció històrica

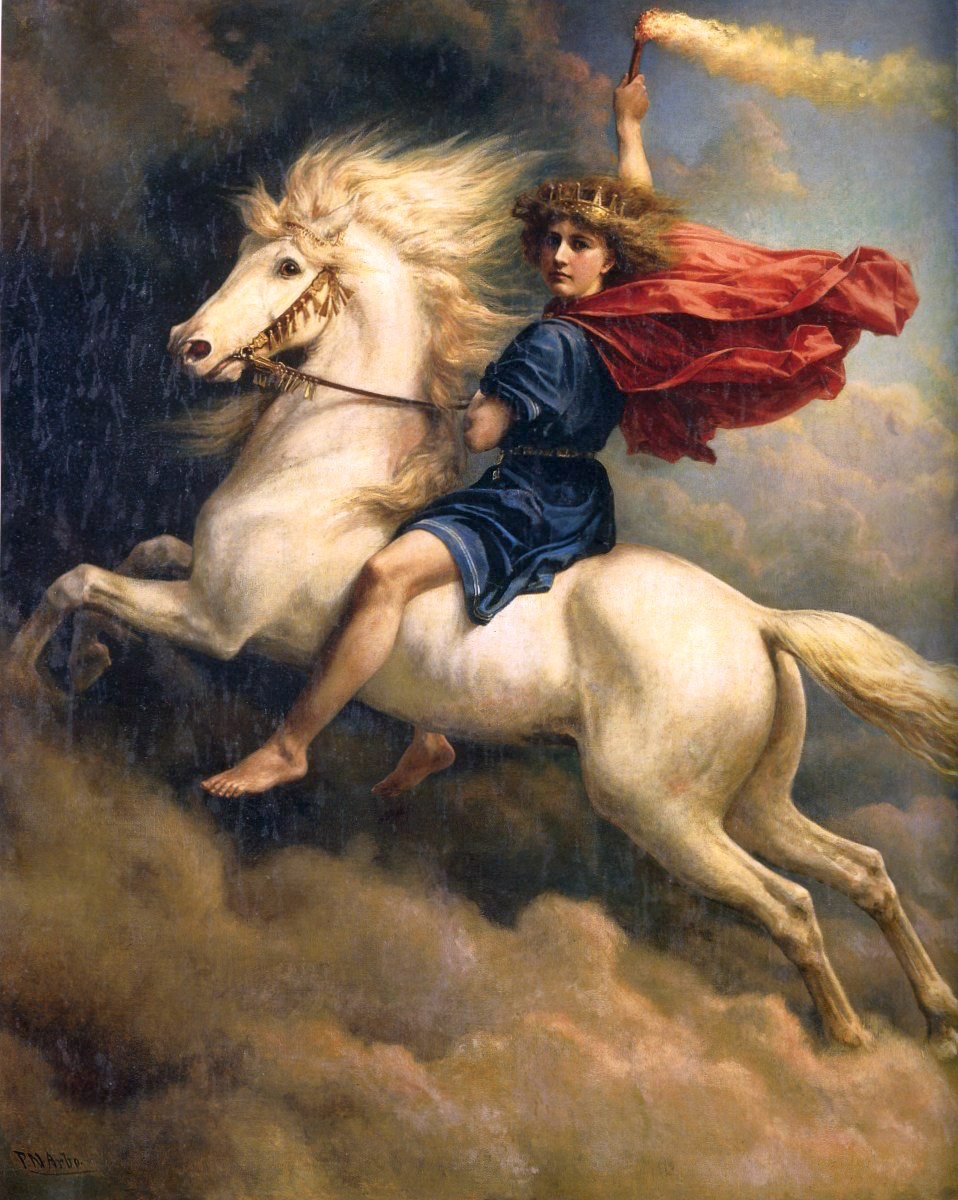
Dagr, pintura romàntica de Peter Nicolai Arbo, 1874. Dagr era una personificació mitològica del dia, probablement mai s'adorà com una deïtat real.

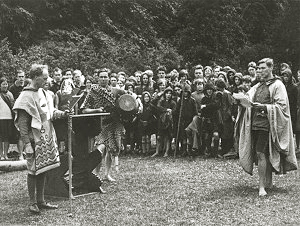
Reconstrucció històrica de l'Althing (parlament nobiliari) de Kibbo. 1927

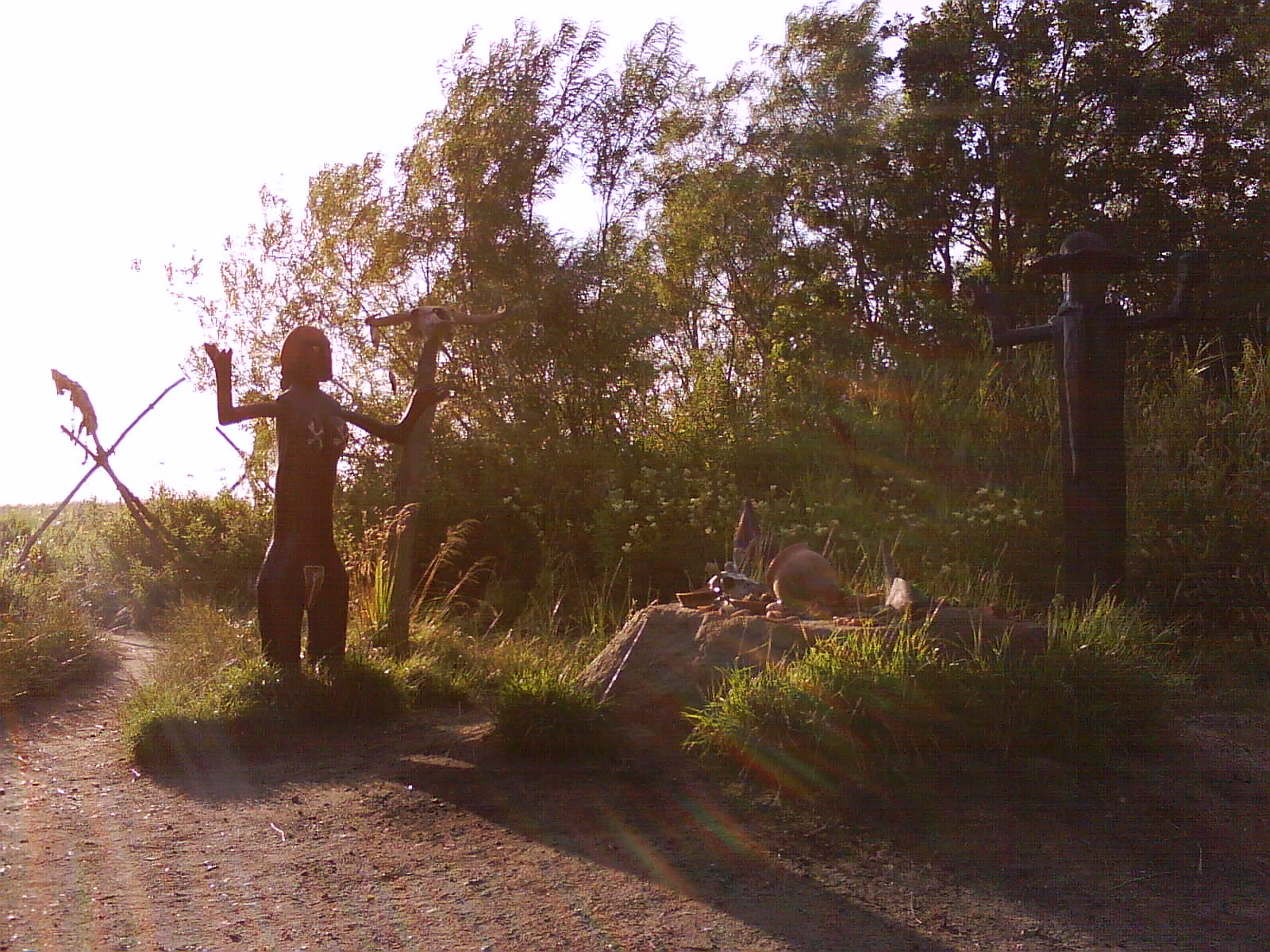
Reconstrucció moderna d'un Vé (temple d'ofrenes) de l'època nòrdica precristiana al museu de Bork Vikingehavn, Dinamarca.

## Cosmologia

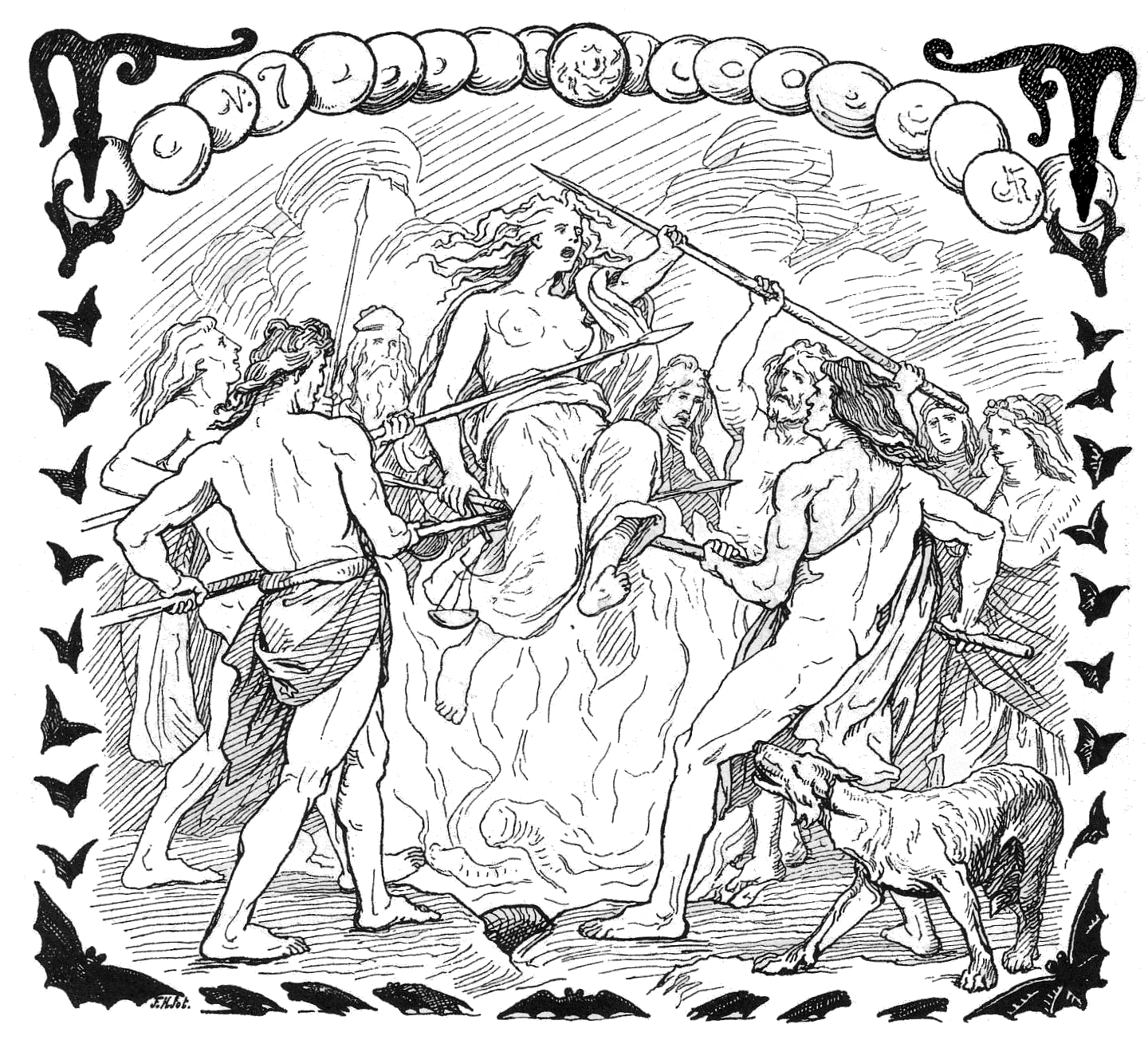
L'arribada de la deessa Gullveig, possiblement un aspecte de la deessa Freyja, significà la fi de l'època daurada del món i la introducció de la màgia (sejdr) als Aesir, que ensenyà a Odin. Aquí es veu la seva execució representada per Lorenz Frølich (1895).